# Drosophila sycophila
Drosophila sycophila är en tvåvingeart som beskrevs av Léonidas Tsacas 1981. Drosophila sycophila ingår i släktet Drosophila och familjen daggflugor. Inga underarter finns listade i Catalogue of Life.
Artens utbredningsområde täcker delar av centrala och västra Afrika, den har hittats i Elfenbenskusten, Kamerun, Centralafrikanska republiken och Gabon.